# Exposición Italoamericana de Génova

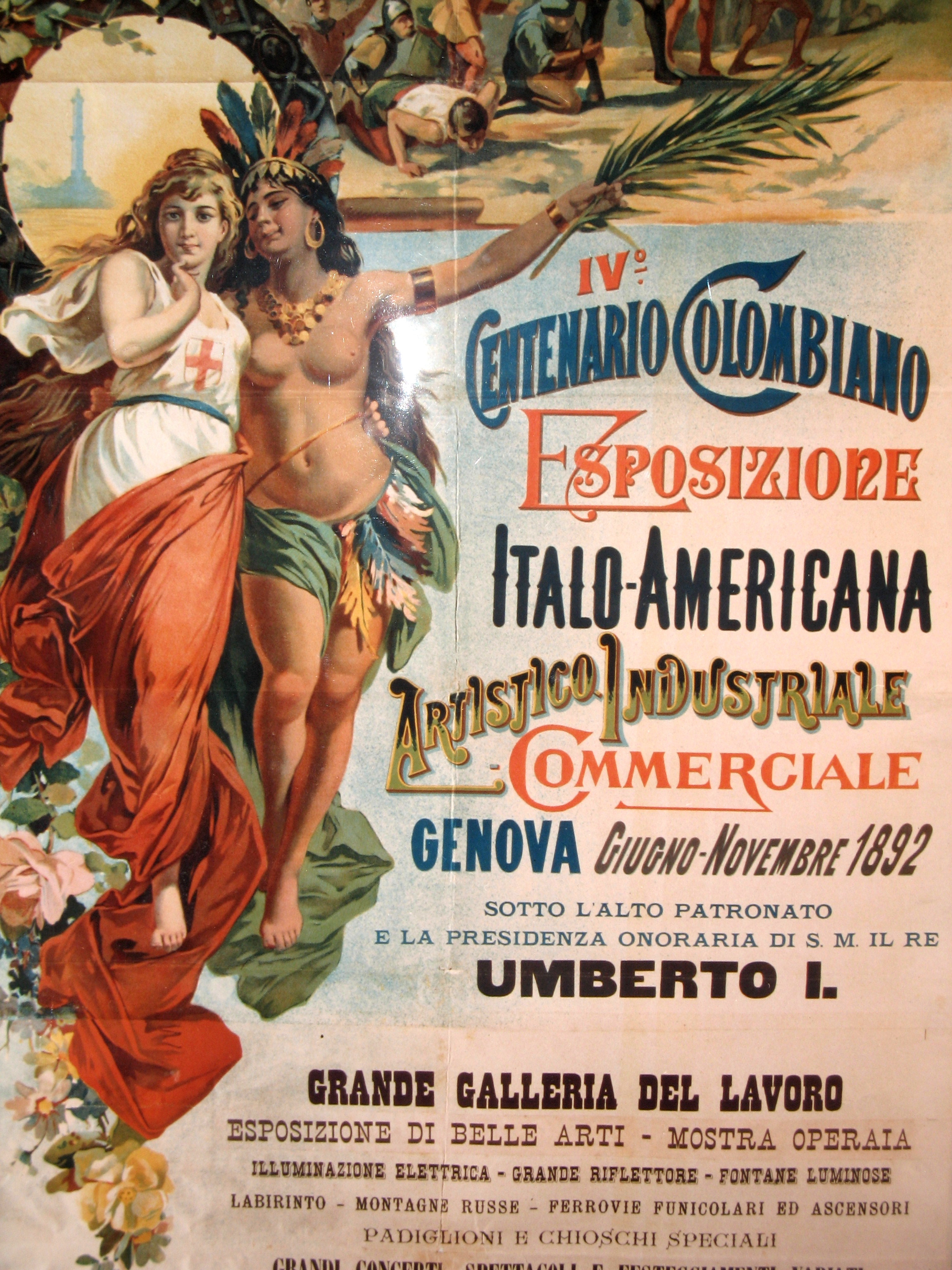
Cartel anunciador de la Exposición Italoamericana de Génova de 1892.

La Exposición Italoamericana de Génova fue realizada por Italia y los Estados Unidos como parte de las celebraciones del IV Centenario del Descubrimiento de América. Se hizo a propuesta de la Sociedad Gimnástica Ligura Cristoforo Colombo (Società Ginnastica Ligure Cristoforo Colombo), con apoyo del komtur Enrico Cravero. Tuvo lugar entre el 10 de julio y el 4 de diciembre de 1892.

## Preparativos y visitantes
Los pabellones fueron diseñados por el arquitecto Giovanni Battista Carpineti y por los ingenieros Riccardo Haupt, Vittorio Storchi y Mario Vallino. La compañía que los hizo fue Milani Bertelli & C. de Milán. Fundamental para la financiación de la exposición fue la contribución del nuevo alcalde electo (por tercera vez), el barón Andrea Podestà, quien convocó una lotería, con el nombre oficial de la Lotería Nacional Italiano-Americana, cuyos ingresos se utilizaron para financiar el evento. La Exposición se convirtió fue realizada por una sociedad anónima, pero solo 1 652 accionistas podían participar en la empresa.[cita requerida]
El número total de visitantes fue de 808 572, de los cuales 522 712 con boletos regulares, 1 696 con suscripción y 285 860 boletos gratis.[cita requerida]
La sección estadounidense fue inaugurada el 4 de septiembre, en presencia de los duques de Génova, Tommaso e Isabella, en representación de la Casa Real italiana. El 8 de septiembre fue visitada por el rey Humberto I y la reina Margarita. El 9 de septiembre fue visitada por el presidente del Consejo de Ministros, Giovanni Giolitti, por varios ministros, por el presidente del Congreso y el del Senado.

## Atracciones
Se construyó un funicular de 220 metros de largo, que pasó por debajo del puente Pila, donde actualmente está la cubierta de Bisagno.[cita requerida]
Se instaló un ascensor hidráulico en la muralla de Prato, donde ahora se encuentra la escalera Caravelle.[cita requerida]
En el centro de la Exposición se montó un globo aerostático, llamado "Colombo", con el que se podía volar hasta 300 metros de altura. Sufrió daños severos debido a una tormenta eléctrica.[cita requerida]
La exposición se instaló en la explanada de Bisagno, que corresponde al área actualmente ubicada entre la Plaza Verdi y la Plaza de la Vittoria.[cita requerida]
Entre las atracciones para los visitantes había un laberinto de espejos, una montaña rusa y numerosos restaurantes temáticos. Entre estos restaurantes había uno colosal en forma de huevo, de 26 metros de altura, cuatro pisos y 16 ventanas, con el nombre de "El huevo de Colón", que fue diseñado y construido por una bodega torinesa La Quarone, Gaiato and Co. Este restaurante hacía referencia a la historia del "huevo de Colón".

## Celebraciones colombinas

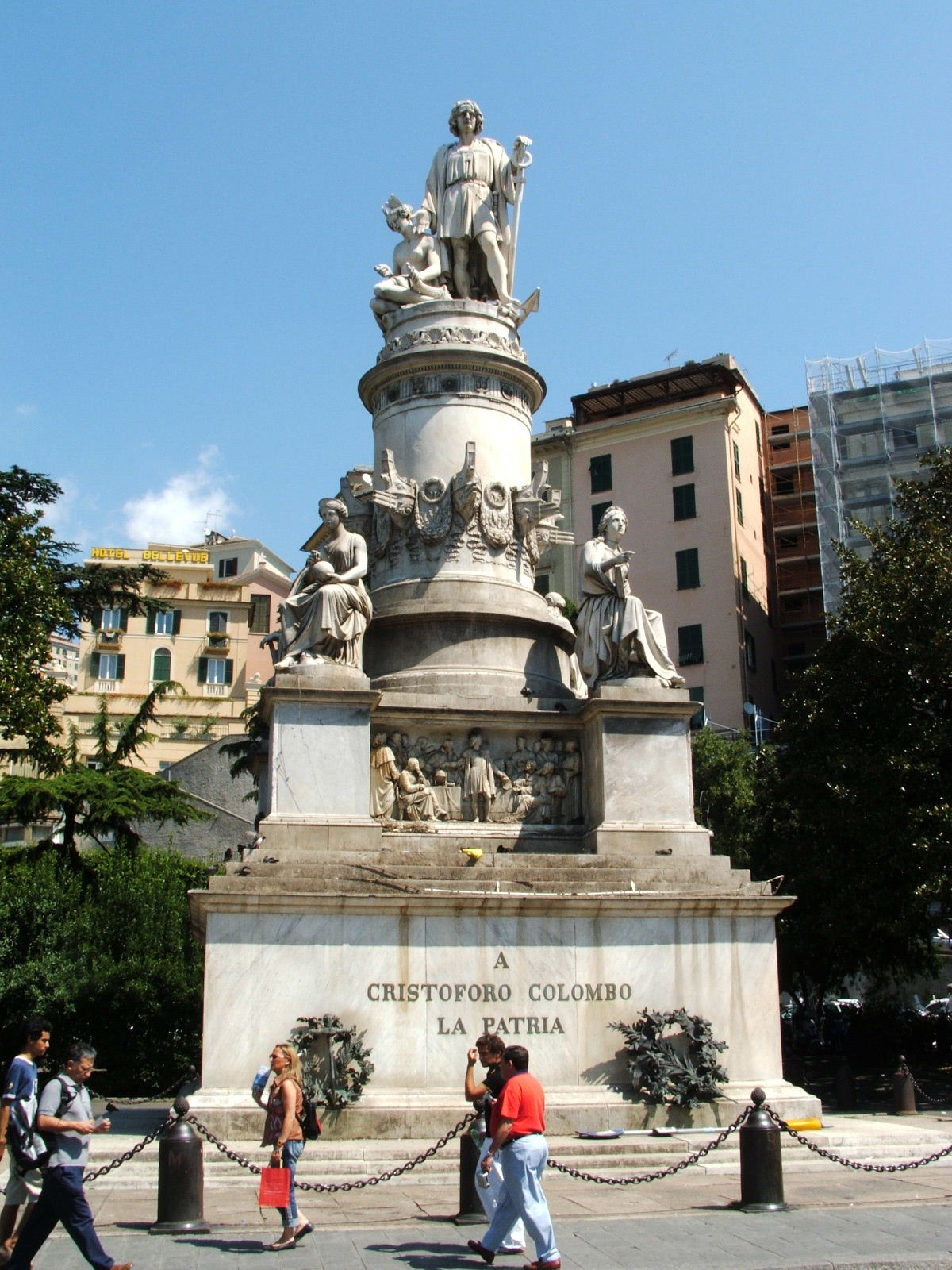
La estatua de Colón, de 1862, en la Plaza Acquaverde.

El 2 de agosto se organizó una procesión, acompañada de bandas de música, en dirección a la Plaza Acquaverde, frente a la estación de Príncipe, para colocar una corona de bronce al pie de la estatua de Cristóbal Colón.
El 3 de agosto, una representación teatral en el gimnasio de la Sociedad representó la reunión del navegante Colón con la reina Isabel I de Castilla, la Reconquista de Granada y la llegada a Palos de la Frontera, desde donde navegaron las tres caravelas a América. Culminaba en una procesión que cruzó la ciudad acompañando a Colón al puerto.
El 10 de agosto, en presencia del rey y la reina, se llevó a cabo una procesión adiciona desde el puerto hasta el gimnasio, y la actuación esta vez representó el regreso de Colón del Nuevo Mundo, cargado de increíbles tesoros nunca antes vistos en Europa.

## Fundación del Partido Socialista Italiano
Entre el 14 al 15 de agosto de 1892 tuvo lugar en Génova el Congreso Constitutivo del Partido Socialista Italiano. Se escogió como sede Génova por la rebaja del precio de los billetes de tren que el gobierno había establecido durante la Exposición.

## Posterioridad
La exposición terminó el 4 de diciembre de 1892, dejando un déficit entre ingresos y gastos de 80 000 liras.
Se hipotetizaron diferentes escenarios para reutilizar los pabellones que quedaron vacíos, que fueron administrados por la empresa constructora. Durante las vacaciones de Navidad, estos fueron entregados gratuitamente a los minoristas para organizar una feria.
El 6 de enero de 1893 los pabellones fueron completamente destruidos por un incendio probablemente provocado. Los daños consecuentes fueron cubiertos por el seguro y se calcularon en 428 000 liras.